# Ajax (circonscription provinciale)
Pour les articles homonymes, voir Ajax.
Circonscription électorale provinciale du Canada
Ajax est une circonscription provinciale de l'Ontario représentée à l'Assemblée législative de l'Ontario depuis 2018. 

## Géographie
La circonscription comprend une partie de la Municipalité régionale de Durham, incluant la ville d'Ajax.
Les circonscriptions limitrophes sont Pickering—Uxbridge et Whitby.

## Historique
| Législature                            | Années       | Député         | Député          | Parti                     |
| -------------------------------------- | ------------ | -------------- | --------------- | ------------------------- |
| Circonscription issue d'Ajax—Pickering |              |                |                 |                           |
| 42e                                    | 2018–2022    |                | Rod Phillips    | Progressiste-conservateur |
| 43e                                    | 2022–2025    | Patrice Barnes |                 | Progressiste-conservateur |
| 44e                                    | 2025–présent |                | Robert Cerjanec | Libéral                   |

## Circonscription fédérale
Depuis les élections provinciales ontariennes du 4 octobre 2007, l'ensemble des circonscriptions provinciales et des circonscriptions fédérales sont identiques.